# 575 Madison Avenue
575 Madison Avenue is een kantoorgebouw in Midtown Manhattan in New York. Het gebouw telt 25 verdiepingen en heeft een hoogte van 87 meter. 575 Madison Avenue werd geopend in 1950 en is ontworpen door architectenbureau Emery Roth & Sons. Het gebouw wordt gedomineerd door kantoren, maar de onderste twee etages worden in beslag genomen door vestigingen van onder andere Geox, Lacoste en de First Republic Bank. De kantoren worden gehuurd door onder andere Douglas Elliman. Eveneens was er het hoofdkantoor van Atrato Advisors tot een overname door investeringsbeheerder F.L.Putnam.
575 Madison Avenue heeft een eigen parkeergarage.

## Ligging
575 Madison Avenue is gelegen in Midtown Manhattan aan Madison Avenue tussen East 57th Street en East 56th Street. Er bevinden zich vier metrostations in de directe omgeving van het gebouw. Dat zijn: het drie blokken noordelijker en het twee blokken westelijker gelegen 5th Avenue aan lijnen N, Q en R, het twee blokken westelijker gelegen 57th Street aan lijn F, het drie blokken zuidelijker en één blok westelijker gelegen 5th Avenue/53rd Street aan lijnen E en M en het twee blokken oostelijker en drie blokken noordelijker gelegen Lexington Avenue/59th Street aan de lijnen 4, 5, 6, 6d, N, Q en R. 575 Madison Avenue grenst aan twee gebouwen, namelijk in het oosten aan het Rolls Royce Building en in het zuidoosten aan 432 Park Avenue, dat nog in aanbouw is. Aan de andere kant van East 57th Street bevindt zich het Fuller Building en aan de andere kant van Madison Avenue bevindt zich 590 Madison Avenue. Aan de andere kant van East 56th Street bevindt zich het Coates Building. Andere opvallende gebouwen in de directe omgeving van 575 Madison Avenue zijn de 58 verdiepingen tellende Trump Tower, de 37 verdiepingen tellende Sony Tower, het 50 verdiepingen tellende General Motors Building en het 52 verdiepingen tellende Four Seasons Hotel New York.